# صخور كلسية رملية

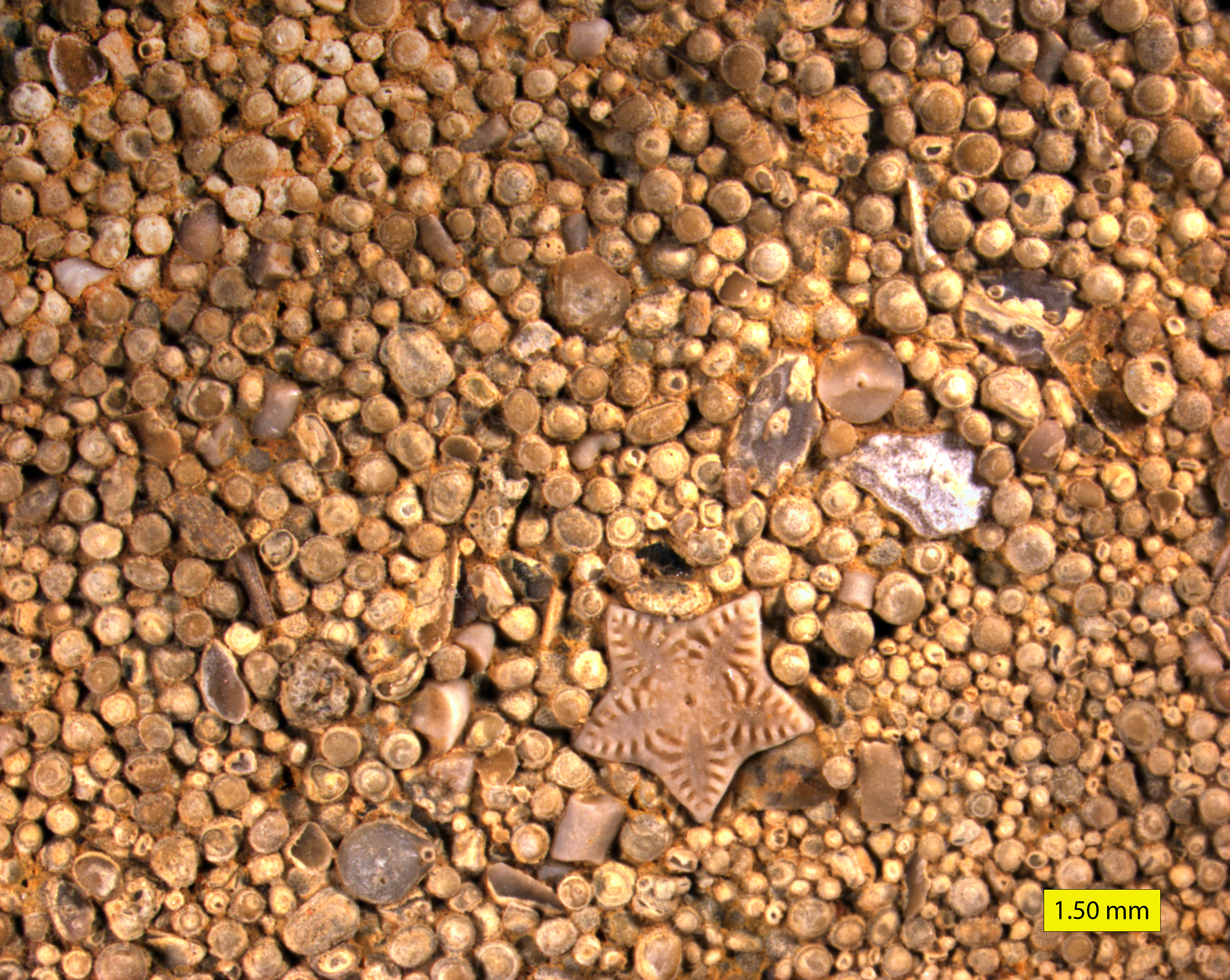

الدَّشَم أو السَّرئيَّة أو الأوليت أو الصخور الكلسية الرملية ضربٌ من الأتربة الجصية يتكون من حبيبات مستديرة شبيه بدعبل الضفادع وبسرء السمك، هي صخور جرف الشاطئ، وهذه الصخور صخور تحتوي على نسبة من الرمل، ونسبة من الكلس، كما أن هذه الصخور توجد بها الكثير من الثغور والشقوق وذلك بسبب الحث الميكانيكي؛ حيث تاتي مجموعة من الأمواج المحملة بالحصى وتصتدم بهذا النوع من الصخور. كذلك هذه الصخور يمكن تعريض للحث الكيميائي حيث نسكب حمض الكلوريد على هذه الصخور فيحدث فوران مما يعني ان هناك تفاعلات كيميائية.